# 大都会大厦
大都会大厦（Metropolitan Tower）是位于纽约市曼哈顿一座77层、770英尺（218米）的摩天大楼。该大楼有235个公寓单元。
尽管大楼看起来为国际风格的大楼，但其被描述为后现代主义风格建筑。
建设施工于1984年开始，完工于1987年。